# Ford Galaxy

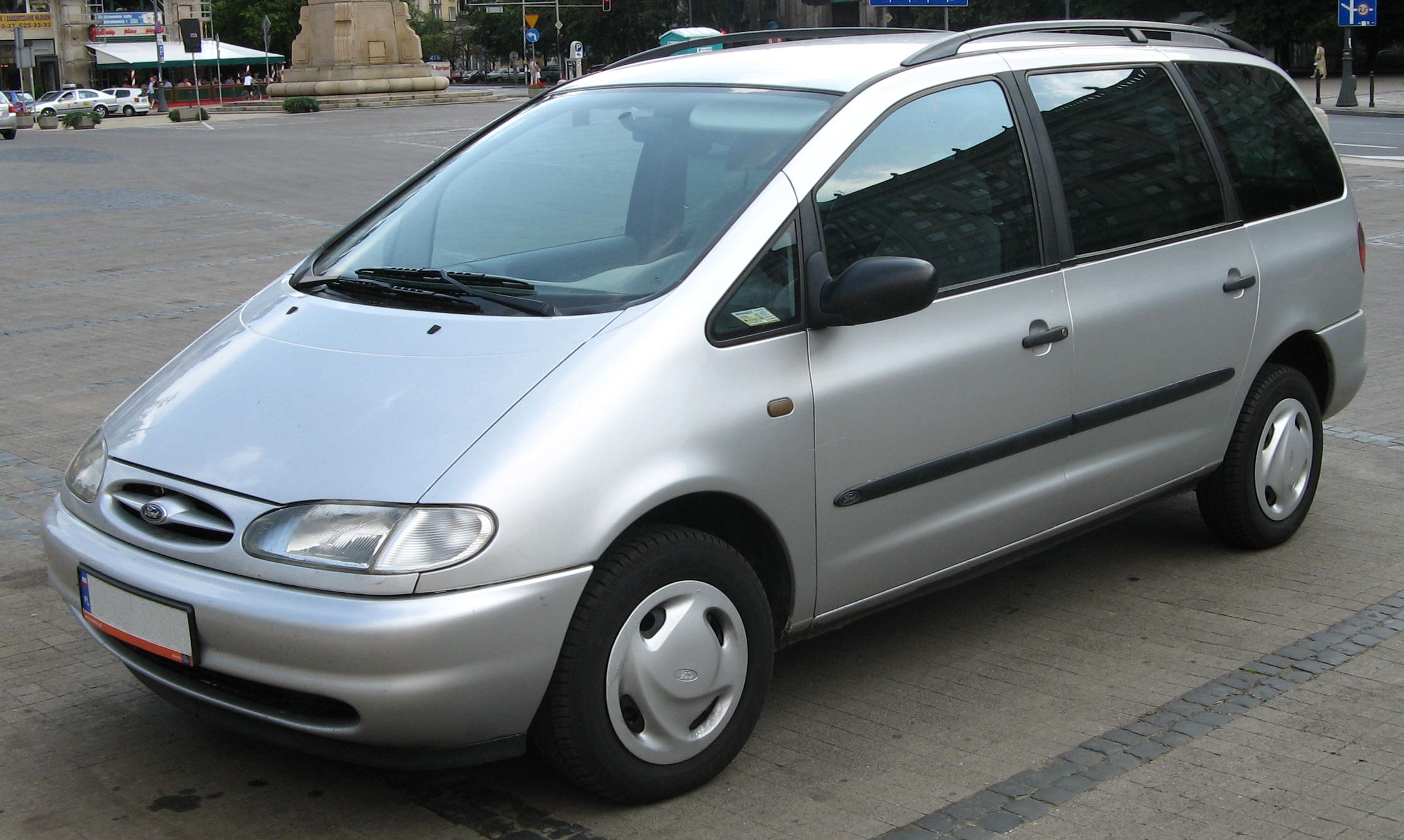
Ford Galaxy - eerste generatie

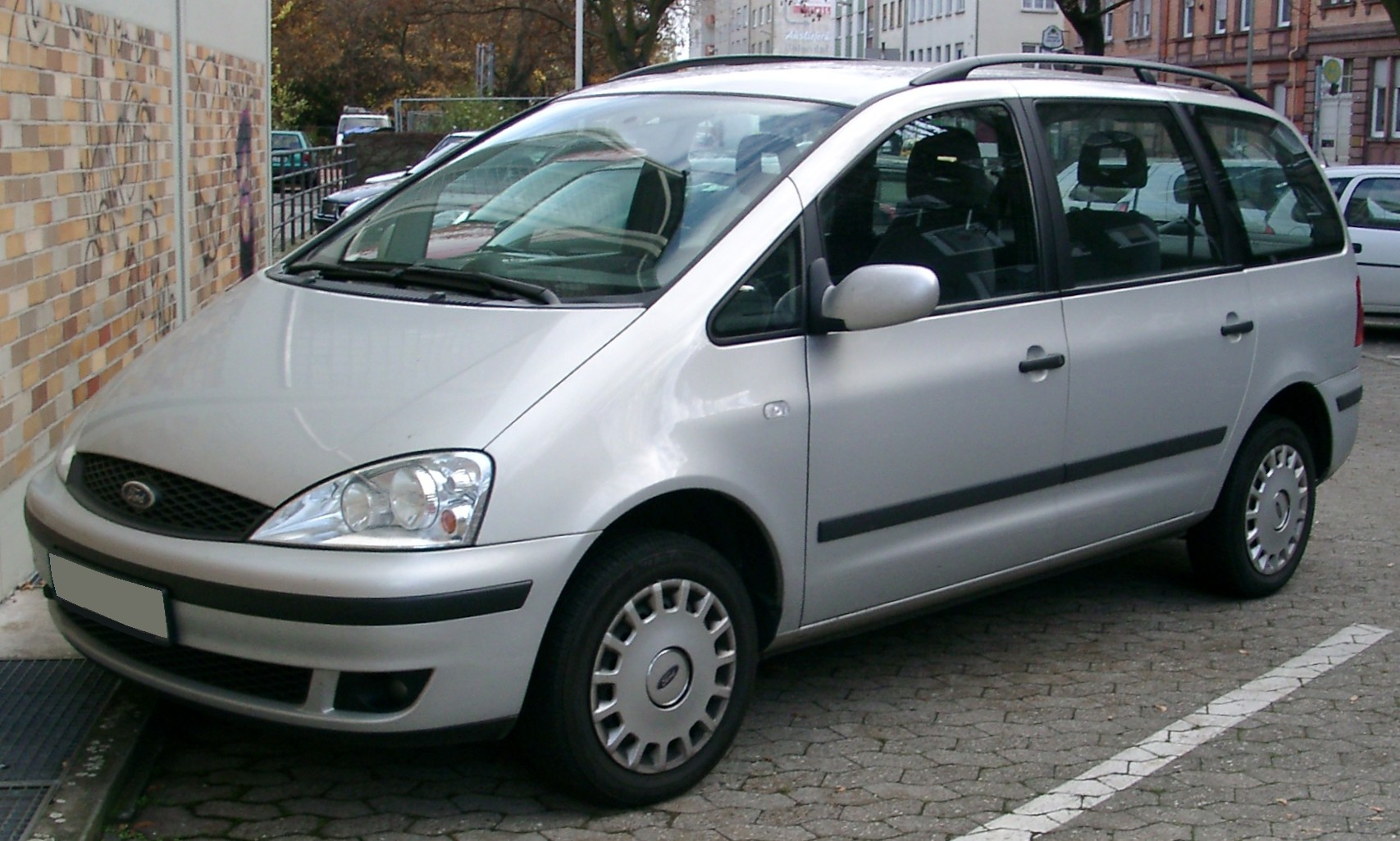
Ford Galaxy - eerste generatie na facelift

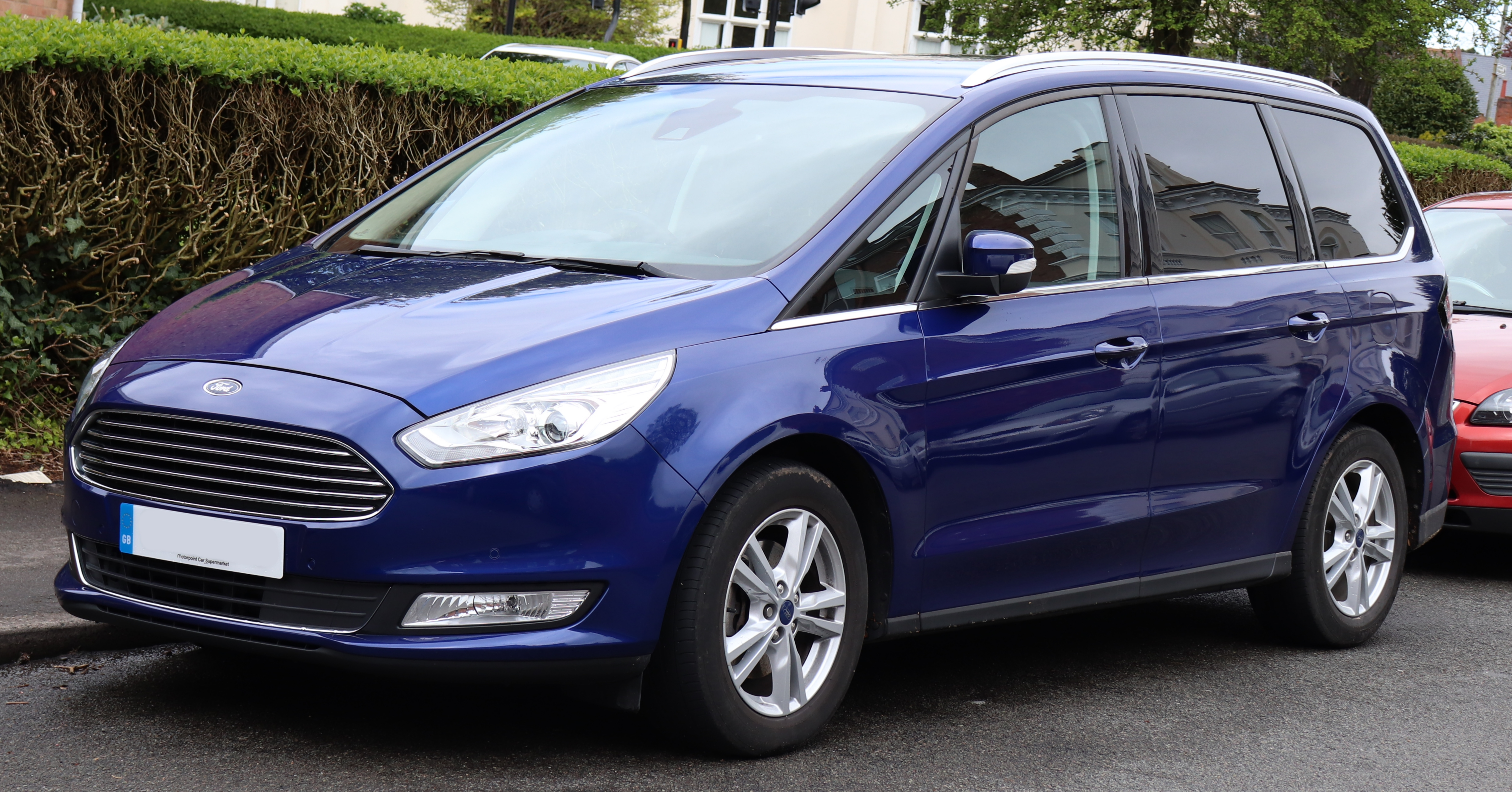
Ford Galaxy - derde generatie

De Ford Galaxy is een MPV van de Amerikaanse autobouwer Ford. 

## Generaties
De auto is in drie generaties op de markt gekomen.

### Eerste generatie
De bij AutoEuropa in Portugal geproduceerde eerste generatie werd geïntroduceerd in 1996 en was in samenwerking met Volkswagen ontwikkeld. De Ford Galaxy, de Volkswagen Sharan en de SEAT Alhambra waren daardoor nagenoeg identiek. Onderhuids waren de auto's exact hetzelfde maar het exterieur verschilde wel op details. Deze verschillen betroffen de voor- en achterkant en in het dashboard, ze waren bij alle auto's net iets anders om goed binnen het modellengamma van de drie merken te passen.
In 2000 kregen de Galaxy, Sharan en Alhambra een facelift. Deze omvatte een nieuw design, een ander dashboard, nieuwe motoren, een nieuw interieur en nieuwe veiligheidssystemen. De gefacelifte Galaxy werd in 2007 afgelost, de Sharan en Alhambra moesten door tot 2010.

#### Motoren

##### Benzine
| Type     | Motor     | Motor     | Motor   | Vermogen | Koppel | Jaartal     |
| Type     | Inhoud    | Cilinders | Kleppen | Vermogen | Koppel | Jaartal     |
| -------- | --------- | --------- | ------- | -------- | ------ | ----------- |
| 2.0i     | 1.998 cm³ | 4-in-lijn | 8V      | 115 pk   | 170 Nm | 1995 - 2006 |
| 2.3i 16V | 2.295 cm³ | 4-in-lijn | 16V     | 145 pk   | 203 Nm | 1997 - 2006 |
| 2.8i V6  | 2.792 cm³ | VR6       | 12V     | 174 pk   | 240 Nm | 1995 - 2000 |
| 2.8i V6  | 2.792 cm³ | VR6       | 24V     | 204 pk   | 268 Nm | 2000 - 2006 |

##### Diesel
| Type    | Motor     | Motor     | Motor   | Vermogen | Koppel | Jaartal     |
| Type    | Inhoud    | Cilinders | Kleppen | Vermogen | Koppel | Jaartal     |
| ------- | --------- | --------- | ------- | -------- | ------ | ----------- |
| 1.9 TDI | 1.896 cm³ | 4-in-lijn | 8V      | 90 pk    | 202 Nm | 1995 - 2000 |
| 1.9 TDI | 1.896 cm³ | 4-in-lijn | 8V      | 90 pk    | 240 Nm | 2000 - 2006 |
| 1.9 TDI | 1.896 cm³ | 4-in-lijn | 8V      | 110 pk   | 235 Nm | 1997 - 2000 |
| 1.9 TDI | 1.896 cm³ | 4-in-lijn | 8V      | 115 pk   | 310 Nm | 2000 - 2006 |
| 1.9 TDI | 1.896 cm³ | 4-in-lijn | 8V      | 130 pk   | 310 Nm | 2003 - 2006 |
| 1.9 TDI | 1.896 cm³ | 4-in-lijn | 8V      | 150 pk   | 310 Nm | 2005 - 2006 |

### Tweede generatie
De tweede generatie Galaxy vormt samen met de S-MAX het grote monovolumeprogramma van Ford. De auto's zijn volledig door Ford ontwikkeld en staan op het platform van de Volvo S80 en de Ford Mondeo. De Galaxy is langer, hoger en anders gevormd dan de S-Max, wat vooral de kofferruimte ten goede komt. Bovendien wordt met de Galaxy een meer behoudend koperspubliek in het vizier genomen, terwijl de sportievere S-Max een heel ander publiek wil aanspreken. De standaard Galaxy is een zevenzitter. De Galaxy heeft standaard een opklapbare derde zitrij met twee stoelen, die ook door volwassenen kunnen worden gebruikt. De S-Max biedt een derde zitrij tegen een meerprijs, maar deze enkel is alleen door kinderen goed te gebruiken op korte ritten. Deze auto heeft vier A-stijlen.
Verdere verschillen tussen S-Max en Galaxy zijn er op motorisch vlak: de laatste biedt geen sportieve turbobenzine (240pk), maar wel de benzinemotoren met 145, 160 en 203 pk.

#### Motoren

##### Benzine
| Type         | Motor     | Motor     | Motor   | Vermogen | Koppel | Jaartal     |
| Type         | Inhoud    | Cilinders | Kleppen | Vermogen | Koppel | Jaartal     |
| ------------ | --------- | --------- | ------- | -------- | ------ | ----------- |
| 2.0 16V      | 1.999 cm³ | 4-in-lijn | 16V     | 145 pk   | 190 Nm | 2006 - 2010 |
| 2.0 16V      | 1.999 cm³ | 4-in-lijn | 16V     | 145 pk   | 185 Nm | 2006 - 2011 |
| 2.3 16V      | 2.261 cm³ | 4-in-lijn | 16V     | 160 pk   | 208 Nm | 2007 - 2010 |
| 1.6 EcoBoost | 1.596 cm³ | 4-in-lijn | 16V     | 160 pk   | 240 Nm | 2010 - 2015 |
| 2.0 EcoBoost | 1.999 cm³ | 4-in-lijn | 16V     | 203 pk   | 300 Nm | 2010 - 2015 |

##### Bio-ethanol
| Type    | Motor     | Motor     | Motor   | Vermogen | Koppel | Jaartal     |
| Type    | Inhoud    | Cilinders | Kleppen | Vermogen | Koppel | Jaartal     |
| ------- | --------- | --------- | ------- | -------- | ------ | ----------- |
| 2.0 16V | 1.999 cm³ | 4-in-lijn | 8V      | 145 pk   | 190 Nm | 2006 - 2011 |

##### Diesel
| Type     | Motor     | Motor     | Motor   | Vermogen | Koppel | Jaartal     |
| Type     | Inhoud    | Cilinders | Kleppen | Vermogen | Koppel | Jaartal     |
| -------- | --------- | --------- | ------- | -------- | ------ | ----------- |
| 1.6 TDCI | 1.560 cm³ | 4-in-lijn | 16V     | 115 pk   | 270 Nm | 2012 - 2015 |
| 2.0 TDCI | 1.997 cm³ | 4-in-lijn | 16V     | 115 pk   | 300 Nm | 2010 - 2011 |
| 2.0 TDCI | 1.997 cm³ | 4-in-lijn | 16V     | 130 pk   | 320 Nm | 2007 - 2008 |
| 2.0 TDCI | 1.997 cm³ | 4-in-lijn | 16V     | 140 pk   | 320 Nm | 2006 - 2015 |
| 2.0 TDCI | 1.997 cm³ | 4-in-lijn | 16V     | 160 pk   | 340 Nm | 2010 - 2014 |
| 2.2 TDCI | 2.179 cm³ | 4-in-lijn | 16V     | 175 pk   | 400 Nm | 2008 - 2010 |
| 2.2 TDCI | 2.179 cm³ | 4-in-lijn | 16V     | 200 pk   | 420 Nm | 2010 - 2012 |

### Derde generatie
De nieuwe Galaxy werd gelanceerd in de herfst van 2015 en is gebaseerd op hetzelfde platform als de nieuwe Ford Mondeo en de nieuwe S-Max. In 2019 kreeg de Galaxy een facelift.
De derde generatie van de Galaxy is, deels tegen meerprijs, verkrijgbaar met een uitgebreide uitrusting zoals een automatisch start- en stopsysteem, een elektrische achterklep en zetels met massagefunctie. Daarnaast zijn er assistentiesystemen beschikbaar, zoals adaptieve LED-koplampen met verblindingsvrij grootlicht, adaptieve besturing, verkeersbordherkenning met intelligente snelheidsbegrenzer, voetgangersdetectie, parkeerassistent, dodehoekassistent, rijstrookassistent en slaperigheidswaarschuwing.
Bij zijn introductie kon deze Galaxy geleverd worden met een keuze uit een 1,5L of een 2,0L EcoBoost-turbobenzinemotor en een 2,0L turbodieselmotor. Met de overgang naar de Euro 6d-TEMP-emissienorm in 2018 heeft Ford het motorengamma herzien. Daarnaast kwam in 2021 een nieuwe 2,5L benzine-hybride motor op de markt.

#### Motoren

##### Benzine
| Type         | Motor     | Motor     | Motor                   | Vermogen | Koppel | Jaartal     |
| Type         | Inhoud    | Cilinders | Technologie             | Vermogen | Koppel | Jaartal     |
| ------------ | --------- | --------- | ----------------------- | -------- | ------ | ----------- |
| 1.5 EcoBoost | 1.499 cm³ | 4-in-lijn | turbo, directe injectie | 160 pk   | 240 Nm | 2015 - 2018 |
| 1.5 EcoBoost | 1.499 cm³ | 4-in-lijn | turbo, directe injectie | 165 pk   | 242 Nm | 2018 - 2020 |
| 2.0 EcoBoost | 1.999 cm³ | 4-in-lijn | turbo, directe injectie | 240 pk   | 345 Nm | 2015 - 2018 |

##### Hybride
| Type        | Motor     | Motor     | Motor                       | Vermogen | Koppel | Jaartal     |
| Type        | Inhoud    | Cilinders | Technologie                 | Vermogen | Koppel | Jaartal     |
| ----------- | --------- | --------- | --------------------------- | -------- | ------ | ----------- |
| 2.5 Duratec | 2.488 cm³ | 4-in-lijn | benzinemotor + elektromotor | 190 pk   | 200 Nm | 2021 - 2023 |

##### Diesel
| Type        | Motor     | Motor     | Motor                     | Vermogen | Koppel | Jaartal     |
| Type        | Inhoud    | Cilinders | Technologie               | Vermogen | Koppel | Jaartal     |
| ----------- | --------- | --------- | ------------------------- | -------- | ------ | ----------- |
| 2.0 TDCI    | 1.997 cm³ | 4-in-lijn | turbo, directe injectie   | 120 pk   | 310 Nm | 2015 - 2018 |
| 2.0 TDCI    | 1.997 cm³ | 4-in-lijn | turbo, directe injectie   | 150 pk   | 350 Nm | 2015 - 2018 |
| 2.0 TDCI    | 1.997 cm³ | 4-in-lijn | turbo, directe injectie   | 180 pk   | 400 Nm | 2015 - 2018 |
| 2.0 TDCI    | 1.997 cm³ | 4-in-lijn | bi-turbo,directe injectie | 210 pk   | 450 Nm | 2015 - 2018 |
| 2.0 EcoBlue | 1.997 cm³ | 4-in-lijn | turbo, directe injectie   | 120 pk   | 340 Nm | 2018 - 2019 |
| 2.0 EcoBlue | 1.997 cm³ | 4-in-lijn | turbo, directe injectie   | 150 pk   | 370 Nm | 2018 - 2020 |
| 2.0 EcoBlue | 1.997 cm³ | 4-in-lijn | turbo, directe injectie   | 190 pk   | 400 Nm | 2018 - 2020 |
| 2.0 EcoBlue | 1.997 cm³ | 4-in-lijn | bi-turbo,directe injectie | 240 pk   | 500 Nm | 2018 - 2020 |
| 2.0 EcoBlue | 1.995 cm³ | 4-in-lijn | turbo, directe injectie   | 150 pk   | 370 Nm | 2020 - 2023 |
| 2.0 EcoBlue | 1.995 cm³ | 4-in-lijn | turbo, directe injectie   | 190 pk   | 400 Nm | 2020 - 2023 |